# 小川诚二
小川诚二（日语：／ Ogawa Seiji ?，1934年1月19日—），日本物理学家，美國國家醫學院院士，現代功能性磁共振成像（fMRI）之父。現任大阪大學特別榮譽教授、東北福祉大學特聘教授。
小川教授是證明功能性腦成像取決於血液氧合狀態的第一人，他曾獲得日本国际奖、盖尔德纳国际奖、慶應醫學獎等重要榮譽。

## 生平
小川诚二出生于日本东京都台东区。1957年获得东京大学工学部应用物理工学学士学位。1962年至1964年在日本从事研究工作。1964年赴美国留学。1967年获得美国斯坦福大学的化学理學博士学位。
1968年至2001年，在AT&T旗下著名的贝尔实验室从事研究工作，歷時三十三年。2001年短暫擔任葉史瓦大學愛因斯坦醫學院客座教授後，返回日本東京擔任濱野生命科学研究財團小川腦機能研究所（Ogawa Laboratories for Brain Function Research in Tokyo）所長。
2008年開始擔任东北福祉大学特聘教授，並成為韓國嘉泉大學神經科學研究所傑出教授，領導新的7.0T MRI系統的fMRI研究。
2020年，繼諾貝爾物理學獎得主南部陽一郎之後，獲聘為史上第2位大阪大學特別榮譽教授。

## 功能性磁共振成像
首创功能性磁共振成像（functional magnetic resonance imaging；缩写：fMRI），是脑科学和神经科学领域的重大进展。他在1990年首先提出血氧濃度相依對比（BOLD）概念。由此建立的成像技术可以将哺乳动物（包括人类）大脑活动可视化。
fMRI已被廣泛用於繪製大腦的視覺、聽覺和感覺區域，並朝著更高級的大腦功能（如大腦中的認知功能）發展。

## 荣誉
小川诚二是国际核磁共振医学会会士、神经科学学会会士，其主要榮譽包括有：
- 1995年：国际核磁共振医学会（英语：International Society of Magnetic Resonance in Medicine）金质奖章
- 1996年：马克斯·德尔布吕克奖（英语：Max Delbruck Prize）（美国物理学会）
- 1998年：中山科技奖（日本中山报恩会）
- 1999年：朝日獎
- 2000年：美國國家醫學院院士
- 2003年：日本国际奖
- 2003年：盖尔德纳基金会国际奖
- 2007年：国际核磁共振学会奖
- 2008年：Olli V. Lounasmaa Memorial Prize（芬蘭）
- 2009年：湯森路透引文桂冠獎
- 2017年：庆应医学奖
- 2025年：恩賜獎 (日本學士院)
- 2025年：日本學士院獎

## 軼事
在羅馬拼音中，小川誠二的姓名“Ogawa Seiji”僅與指揮家小澤征爾“Ozawa Seiji”相差一個字。